# Uplands, England
Uplands är en ort i civil parish Stroud, i distriktet Stroud, i grevskapet Gloucestershire i England. Uplands var en civil parish 1894–1936 när blev den en del av Stroud. Civil parish hade 1 386 invånare år 1931.